# Santuario della Malongola
Il santuario della Malongola è un edificio religioso situato nella frazione Fontanella Grazioli, comune di Casalromano, in provincia di Mantova.

## Storia e descrizione
Edificato nel XIII secolo a navata unica con capriate e con un campanile sormontato da un cono. All'interno sono presenti alcuni importanti affreschi, Madonna in trono col Bambino e i Santi Cristoforo e Francesco.
La tradizione vuole che durante il medioevo un contadino, di ritorno dal lavoro dei campi, scorgesse tra la melma di un corso d'acqua (la Malongola) il quadro della Vergine. In quel dove venne ritrovata l'immagine sacra, gli abitanti di Fontanella costruirono l'edificio religioso. Durante la peste del 1630, la Malongola venne adibita a lazzaretto ma gli affreschi che ornavano le pareti vennero ricoperti di intonaco che nascose i dipinti. Anche durante la peste del 1816 il santuario divenne nuovamente lazzaretto.
L'edificio è stato restaurato per il Giubileo del 2000 e la diocesi di Mantova l'ha indicato come "stazione".